# Binomial nomenklatur
Binomial nomenklatur är det formella system inom systematiken som används för att ge vetenskapliga namn åt arter av levande organismer inom botanik och zoologi. Systemet utvecklades och gjordes känt av Carl von Linné men hade tidigare skapats av Gaspard Bauhin. ”Binomial betyder ”med två ord”; ett binomialt vetenskapligt namn består av ett släktnamn och ett artepitet (även kallat ”artnamn”). ”Regelverket för namngivning av djur och växter finns i dag i de senaste upplagorna av International Code of Zoological Nomenclature (ICZN) och International Code of Nomenclature for algae, fungi, and plants (ICN). Även för bakterier används samma system för namngivning.

## Beskrivning
Grunden inom denna nomenklatur är att varje artnamn består av två delar, släktnamn och artepitet (även kallat ”artnamn” i zoologiska namn). Dessa båda namn skapas utifrån en vetenskaplig form av latin, eller utifrån latiniserade ord från andra språk, exempelvis grekiska. Det är också vanligt att artepitetet är ett latiniserat personnamn för att hedra en person. Släktnamnet tillsammans med artepitetet utgör artens vetenskapliga namn, ibland felaktigt kallat för latinskt namn. Inom den binomiala nomenklaturen har alla taxon även ett auktorsnamn, vilket är efternamnet, eller en specifik beteckning, för den person som har beskrivit och gett taxonet dess namn. Exempelvis anges Carl von Linné inom botaniken alltid enbart som L., medan Jean-Baptiste de Lamarck förkortas Lam. I zoologiska namn skrivs auktorns hela efternamn ut.
Detta binära namngivningssystem påverkar sedan hur hela taxonomin kring djur och växter regleras. Inom zoologin beskrivs exempelvis underarter med ett tredje namn (kallat den trinomiala systemet) som läggs till släkt- och artepitet, det vill säga ett underartsepitet. Regelverket stipulerar också hur andra taxonomiska nivåer, som familj och ordning ska namnges.
Detta system för vetenskaplig namngivning används inom biologin generellt om levande organismer. Detta inkluderar botanikens växter, zoologins djur samt mikrobiologins bakterier och svampar.
Indelningen i djur- och växtfamiljer skapades efter Linnés tid. Namn på familjer – och högre indelningar – skrivs inte i kursiv stil, till skillnad mot det vetenskapliga artnamnet.

### Oklarhet om ”artnamn” och ”artepitet”
På svenska kallas andra ordet i binomiala vetenskapliga artnamn ofta ”artepitet” för alla arter. Det internationella regelverket International Code of Nomenclature for algae, fungi, and plants säger att andra ordet skall kallas ”specific epithet” i namn på växter, alger och svampar, men International Code of Zoological Nomenclature säger i sin engelska version att andra ordet skall kallas ”specific name” i djurnamn. Den franska versionen av regelverket för djur, Code International de Nomenclature Zoologique säger att andra ordet i ett vetenskapligt artnamn kallas ”l’épithète spécifique (ou nom spécifique)”. De engelska och de franska versionerna har lika auktoritet enligt International Commission on Zoological Nomenclature (ICZN), men ICZN medger att där finns språkliga skillnader mellan den engelska och den franska texten, vilket skapar (av ICZN icke specificerade) oklarheter om versionernas auktoritativa mening.
Att skriva ”artnamn” om andra ordet i ett vetenskapligt namn på svenska är därför fel i botanik, men fullt möjligt i zoologi, fast även zoologer ofta skriver ”artepitet” på svenska. En svårighet är, att svenskan ej kan göra samma skillnad som engelskan (liksom franskan) kan göra mellan ”species name” (hela det tvåledade vetenskapliga namnet) och ”specific name” (senare ordet i ett tvåledat vetenskapligt namn).

## Exempel

### Inom botanik
Quercus robur L., är det vetenskapliga namnet för skogsek. Släktnamnet är Quercus (ekar), och artepitetet är robur som syftar till att den är robust, hård. Auktorsnamnet är i detta fallet L. det vill säga Carl von Linné, som har klassificerat just denna art.

### Inom zoologi
Turdus pilaris, Linné 1758, är det vetenskapliga namnet för björktrast. Släktnamnet är Turdus vilket är ett släkte inom familjen trastfåglar (Turdidae). Både turdus och pilaris är latinska ord för "trast". Auktorsnamnet beättar att Carl von Linné var den som först beskrev arten taxonomiskt, och att han gjorde det 1758.

## Några huvudregler
- Det kompletta binomiala namnet skall vara unikt, det får inte förekomma någon annan art med samma namn.
- Släktnamnet skrivs alltid med begynnande versal (stor bokstav).
- Det individuella artepitetet skrivs alltid med begynnande gemen (liten bokstav).
- Artens hela namn, det vill säga släktnamn tillsammans med artepitet (och eventuell underartsbenämning), skrivs med kursiv stil.[3] (Taxon av högre rang än släkte – såsom familj, ordning och klass – skrivs aldrig kursivt.[4][5] Undantaget är virus, där även namn på taxa av högre rang kursiveras.)
- Om sammanhanget tillåter det kan släktnamnet förkortas till sin begynnelsebokstav eller de två första begynnelsebokstäverna.
- Inom zoologi uppger man ofta årtal för när taxonet första gången beskrevs, och därmed fick sitt namn.
- Inom botaniken uppger man vanligtvis inte årtal för när taxonet första gången beskrevs.
- Det äldsta publicerade namnet är i princip det giltiga.